# 豐田Celica
豐田Celica（发音为/ˈsɛlɨkə/）是日本豐田汽車公司自1970年-2006年间生產製造并发行的轎跑車。Celica原為西班牙語，意思是「天堂的、天空的、神的」。

## 歷史

### 第一代，代号A20（1970年12月-1977年7月）

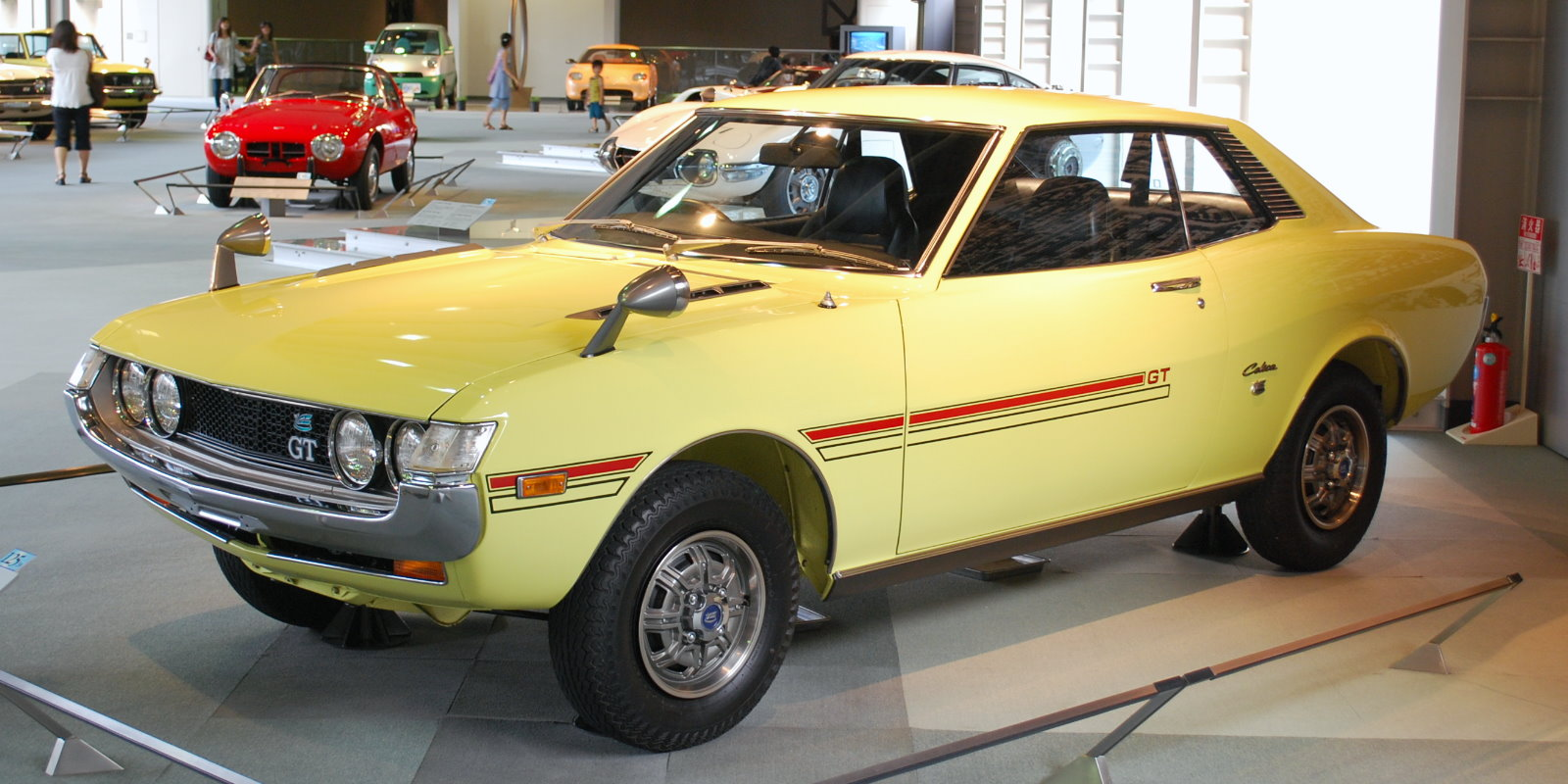
初代Celica（Coupe车型）

1970年在東京車展上發佈，前身可追溯到1969年东京车展展出的EX1概念车，與豐田Carina屬同一后驱平台。底盘代号延续自丰田2000GT的底盘代号MF10，外观则融入了丰田2000GT和美系车的诸多元素，配备了1.4升（代号T）、1.6升（代号2T/2T-B/2T-G）、1.9升（代号8R）、2.0升（代号18R/18R-G）、2.2升（代号20R）直列四缸自然吸气发动机和3速自动变速箱、4速或5速手动变速箱。产量达41万部。

### 第二代，代号A40/A50（1977年8月-1981年7月）

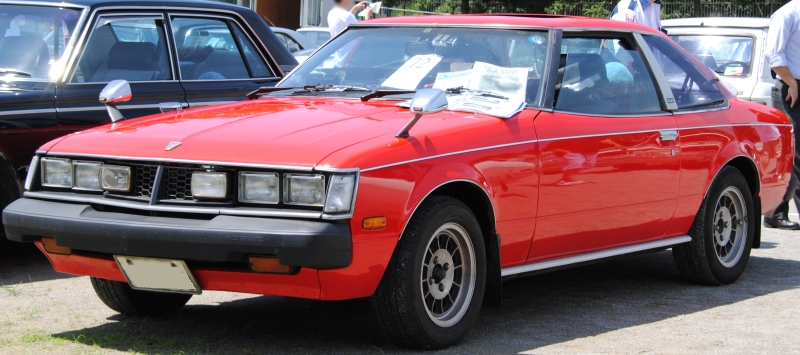
二代Celica

1977年7月正式發佈。與上一代一樣是兩門設計以延續其跑車風格，配备1.6升、1.8升、2.0升直列四缸自然吸气发动机（代号2T-GEU、12T-U、3T-U、18R-U、18R-GEU）并配备4速自动变速箱或5速手动变速箱。此外丰田在二代Celica的基础上分别推出了Supra和凯美瑞两款车型。

### 第三代， 代号A60（1981年7月-1985年7月）

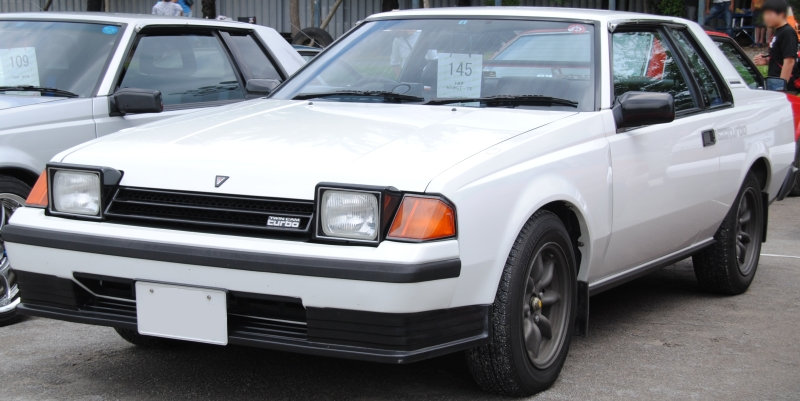
三代Celica

1981年8月推出，車身線條偏向直线化，與上兩代大有不同。配备1.6升、1.8升、2.0升直列四缸自然吸气、涡轮增压发动机（代号2T-GEU/4A-GEU、1S-U、3T-EU/3T-GTEU、18R-GEU）并配备4速自动变速箱或5速手动变速箱。三代Celica的发展重心只在Celica Supra（后续独立为Supra）上。

### 第四代，代号T160（1985年8月-1989年9月）

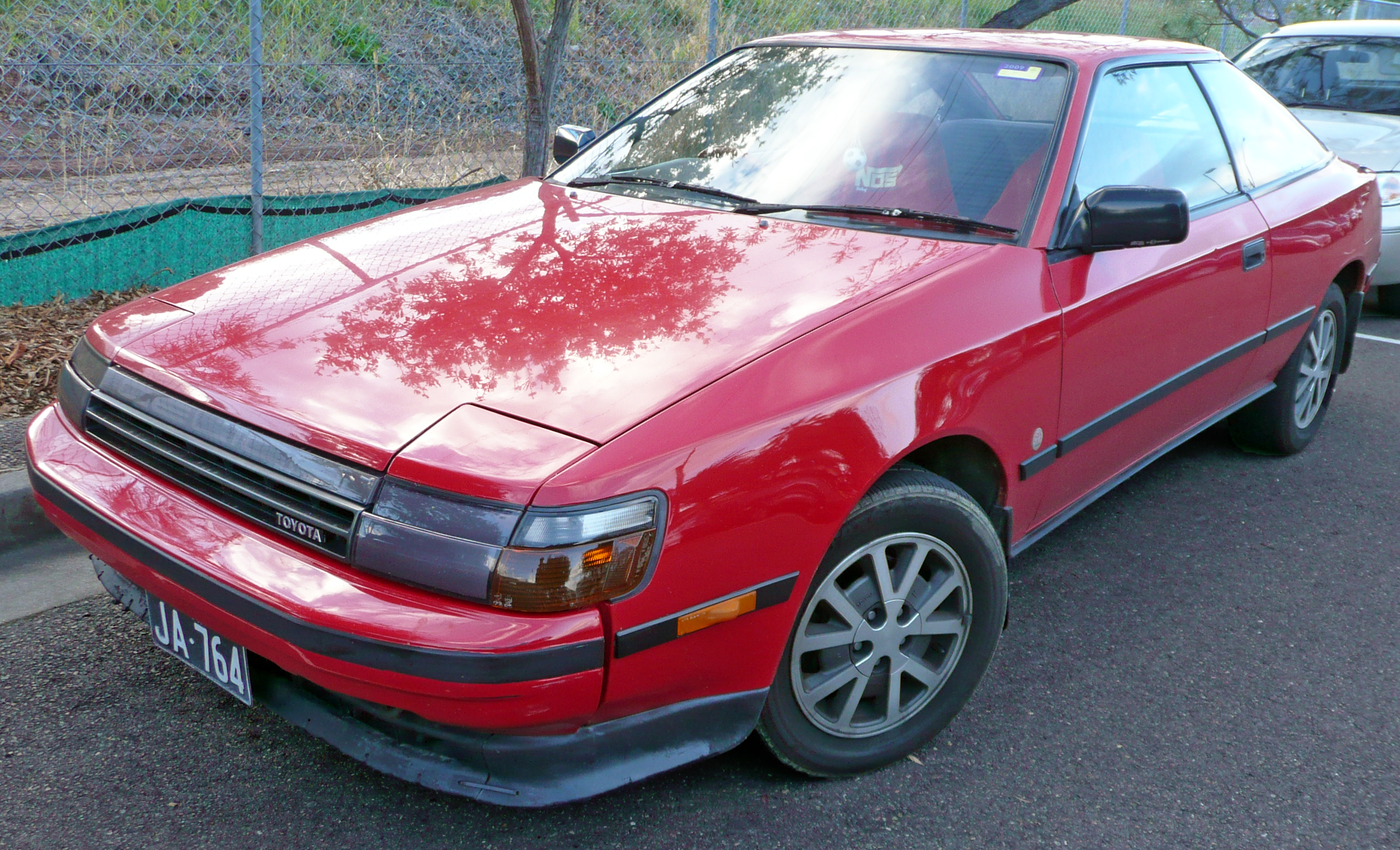
四代Celica

1985年面世，由后驱布局调整为前驱布局，前灯为上置跳灯布局，全系配备1.6升、1.8升、2.0升自然吸气或涡轮增压直列四缸发动机（代号4A-GE、4S-Fi、3S-FE/3S-GE/3S-GTE）并配备4速自动变速箱或5速手动变速箱，其中搭载2.0升涡轮增压直列四缸发动机，可以输出185匹马力和250牛米扭矩的GT-Four/GT-Four RC车型更成为丰田高性能车型进军美国市场的突破口，在世界各地的拉力赛事中更是常客。

### 第五代，代号T180（1989年10月-1993年9月）

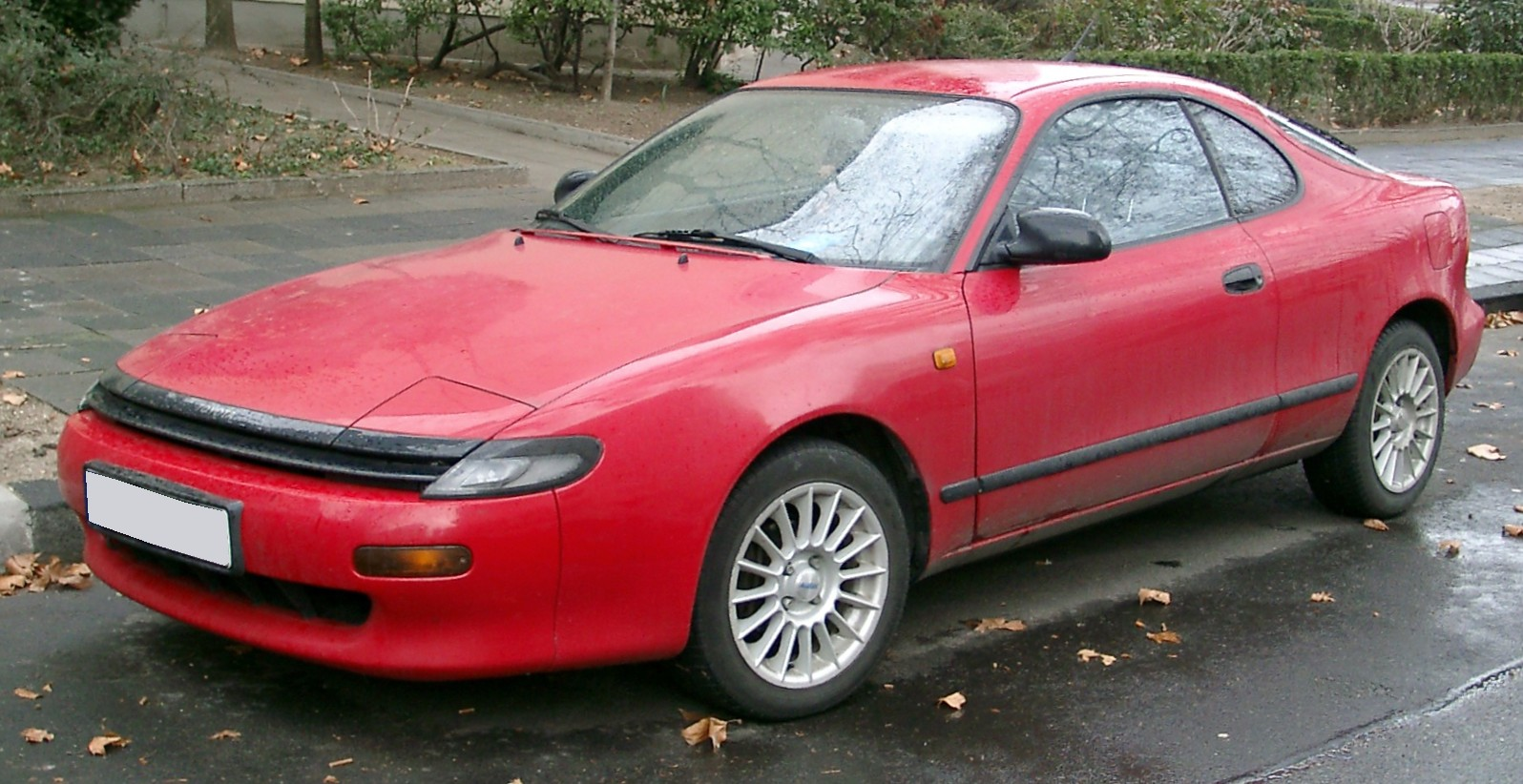
五代Celica

於1989年面世的第五代Celica，外观在直線化的基礎更为圆润以降低风阻，全系配备2.0升自然吸气直列四缸发动机（代号3S-FE、3S-GE、3S-GTE）和4速自动变速箱或5速手动变速箱，首次配备四轮转向，GT-Four车型所搭载的3S-GTE发动机经过强化，输出225匹马力和304牛米扭矩。

### 第六代，代号T200（1993年10月-1999年9月）

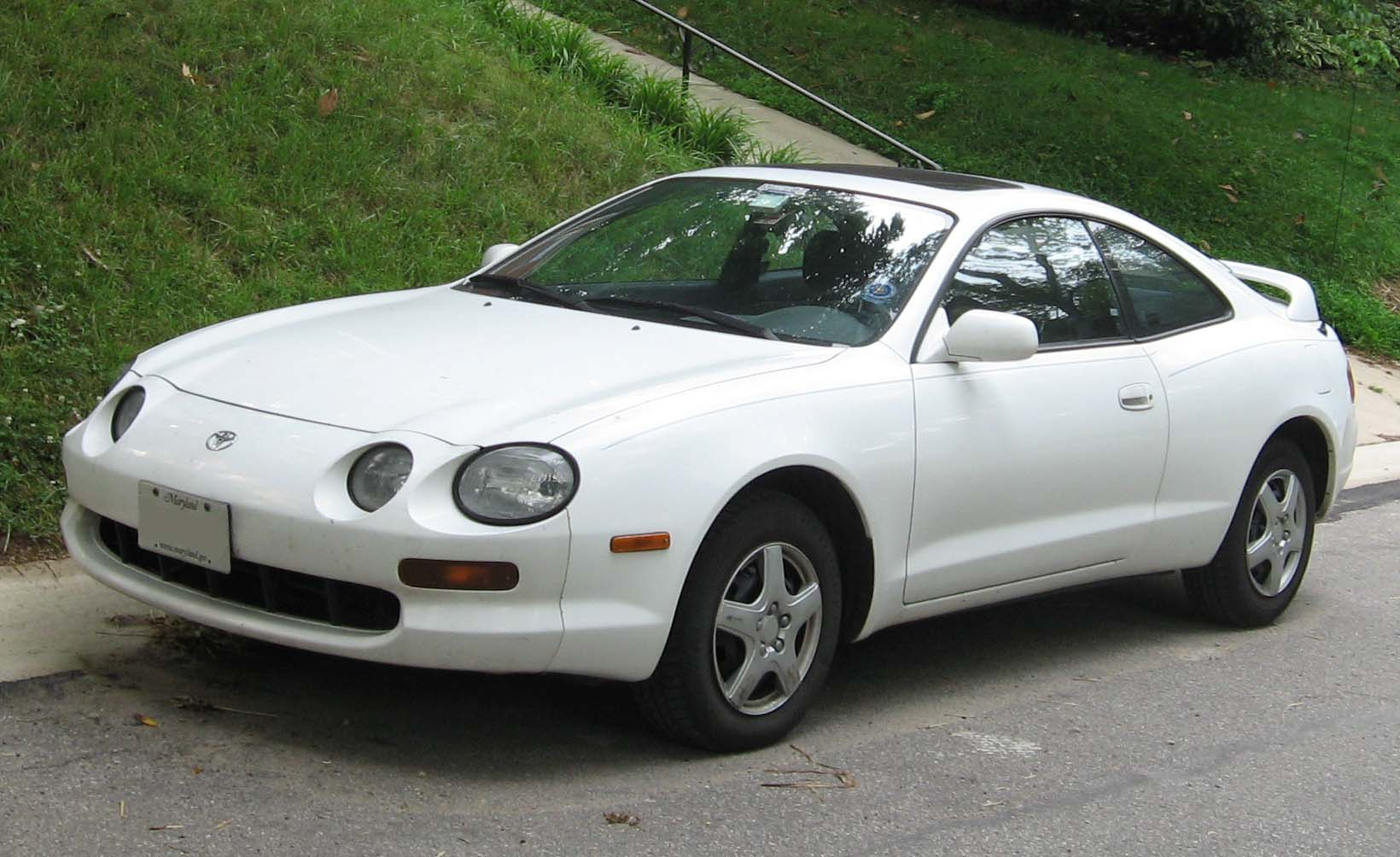
六代Celica

于1993年10月登场，前灯由跳灯更换为圆灯，底盘与同期的丰田Corona EXiV、丰田Carina ED一致，重量较前一代车型减少20千克，可选4速自动变速箱或5速手动变速箱。在日本市场，六代Celica还衔生出了分支车型Curren。
初期的“SS-I”、“SS-II”、“SS-III”款式搭载2.0升自然吸气直列四缸引擎（代号3S-FE/3S-GE），SS-II款式更搭载丰田Super Strut悬架，可选限滑差速器。
1994年2月，为WRC拉力赛事设计的GT-Four款式登场，外观为提升空气动力而大幅调整，搭载轻量化的三幅式轮圈，搭载经过大幅调整的2.0升涡轮增压直列四缸引擎（代号3S-GTE）和经过调整的5速手动变速箱，输出255匹马力。为四轮驱动布局，和SS-II车型一样搭载了丰田Super Strut悬架，此外更推出了“GT-Four WRC”车型，“GT-Four WRC”限量2500部，其中面向日本限量2100部。
WRC款式的Celica于1994年的世界拉力錦標賽后期登场，成為日系车的第一，1995年赛季中因渦輪增壓器口徑違規被罰禁止參賽1年。
1997年12月，第六代Celica改款，改款后的SS-II/SS-III车型所搭载的3S-GE引擎引入VVT-i技术，输出马力提升到200匹。

### 第七代，代号T230（1999年9月-2006年4月）

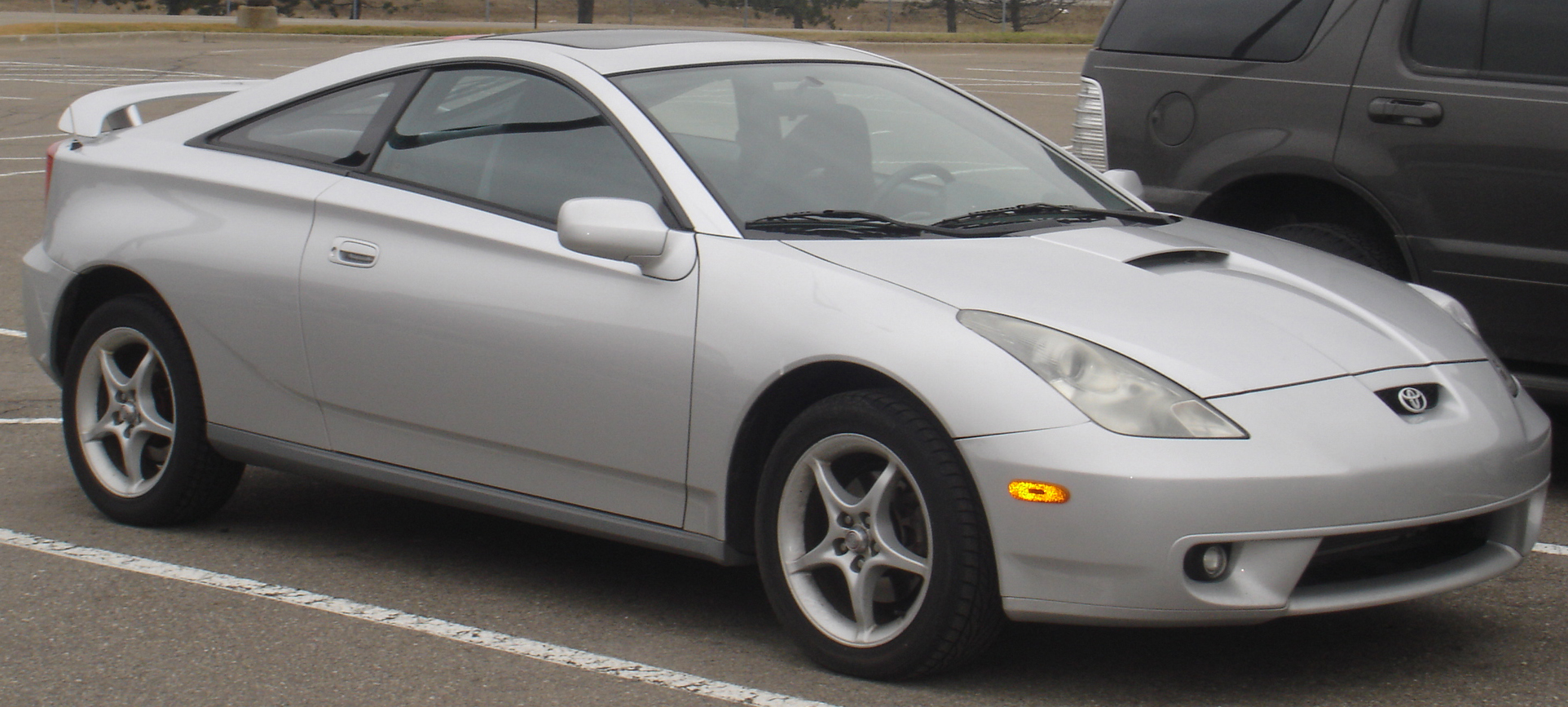
七代Celica（美规）

1999年面世的第七代Celica，外观设计经历重大调整，基于丰田MC前驱平台打造，无敞篷车型。只有前輪驱动一种类型，分为SS-I（日规，海外为GT）和SS-II（日规，海外为GT-S）两大款式。在日本市场，七代Celica取代了原有的卡罗拉 Levin和Sprinter Trueno车型。
七代Celica全系配备丰田ZZ系列发动机，均为1.8升自然吸气直列四缸发动机（代号1ZZ-FE、2ZZ-GE），站在顶端的SS-II车型配备了2ZZ-GE高性能发动机，在VVTi-L升程技术的加持下可以在7800转时输出190匹马力，在6800转时输出160牛米扭矩。而在2000年由TRD推出的Sports M车型则达到了200匹马力，配备4速自动变速箱、5速或6速手动变速箱。
GT/SS-I车型配备鼓式刹车（英语：Drum brake），GT-S/SS-II为卡钳刹车。照后镜为手动调整而电动调整。天窗材质是压克力板而不是玻璃。无配备扰流板以及排气管消音装置。其次，日规SS-II配备了自动空调，SS-I是手动空调。日规可以选配天窗，欧美版仅有天窗版本。 
由于双门跑车市场的低迷，2005年，北美与欧洲款式Celica停产，2006年4月日规Celica停售。最终落下了其36年历史的帷幕。其继承车型为2004年-2016年间在以Scion品牌发行的Scion tC（又名丰田杰路驰（Zelas））。

## 圖片

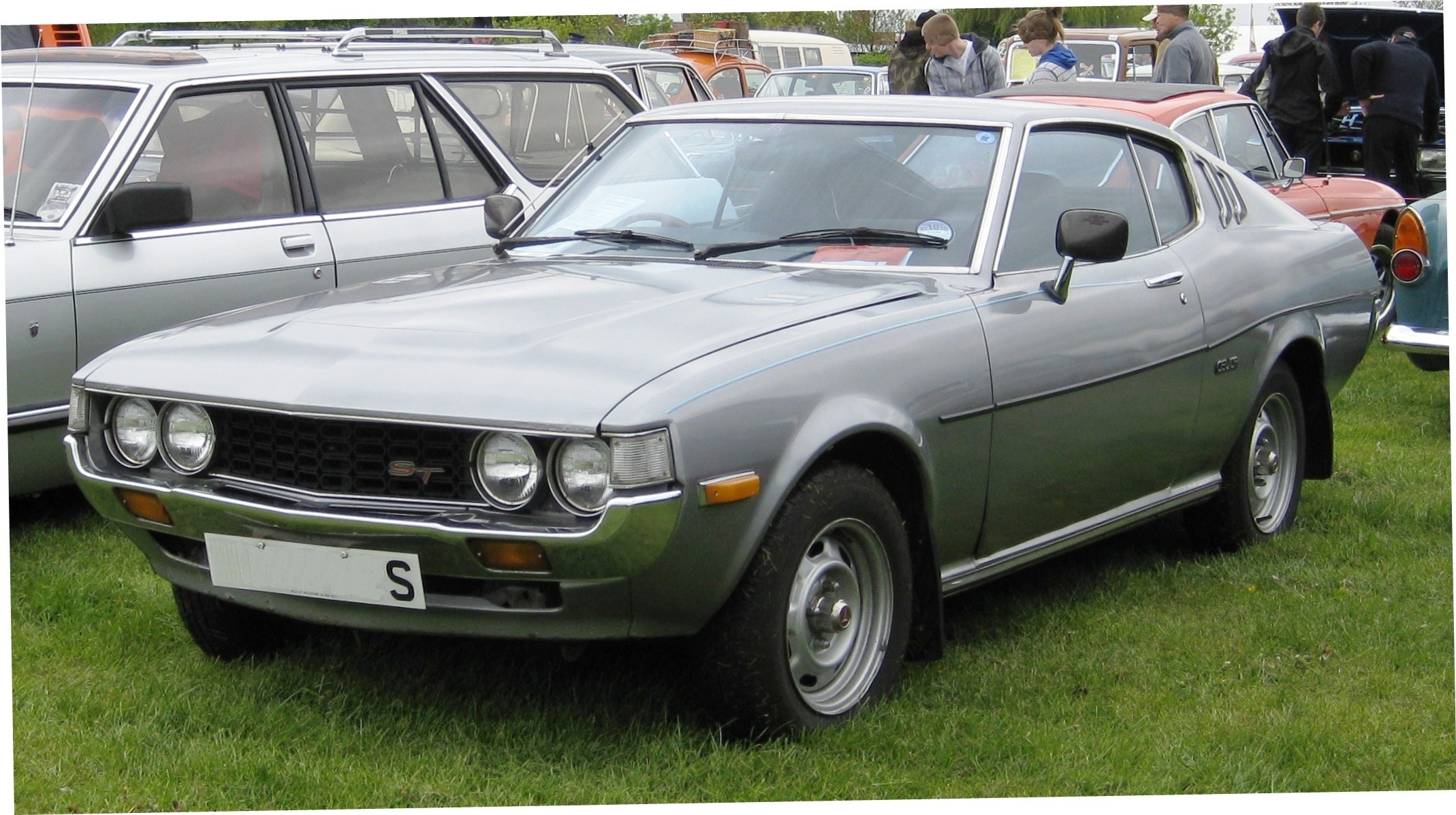
1977年Celica ST liftback
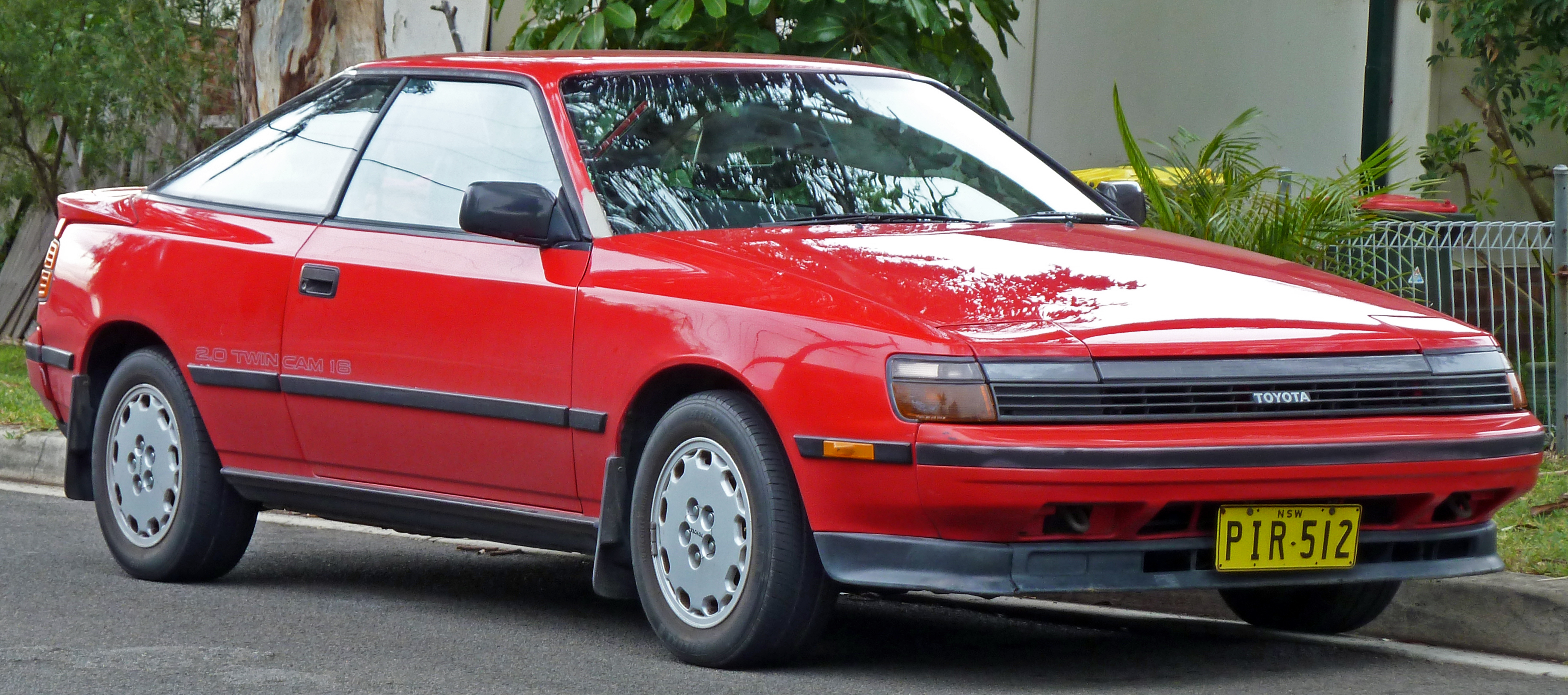
1988年Celica 2.0 SX ST162（澳洲）
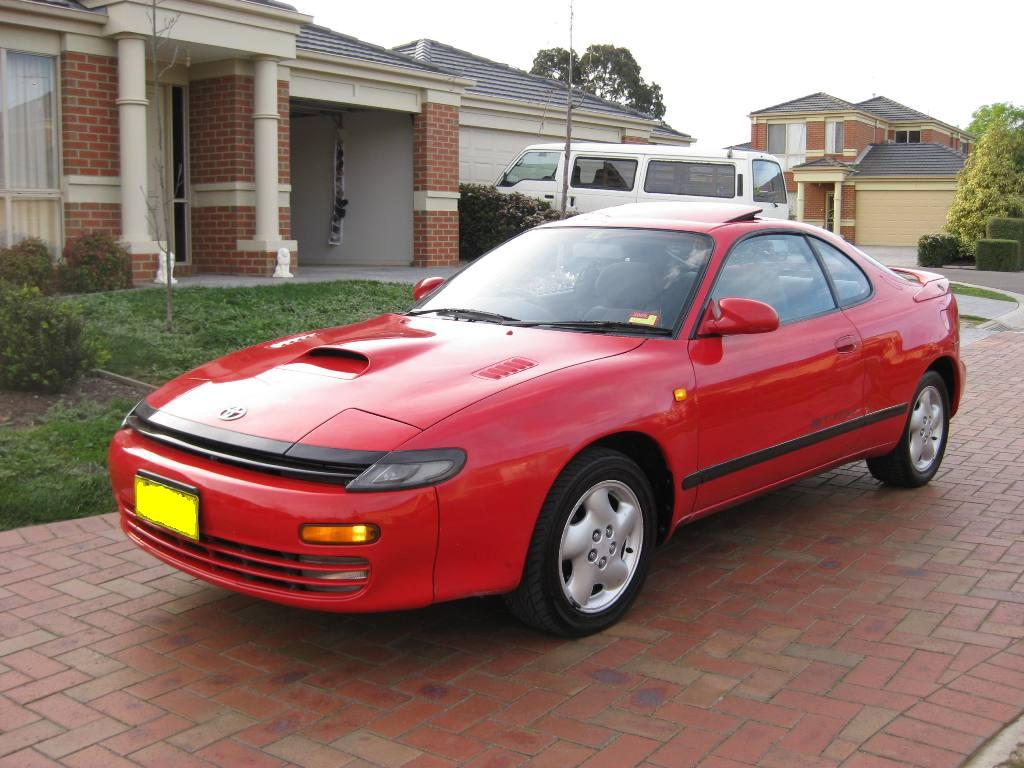
1990年Celica GT-Four A ST185
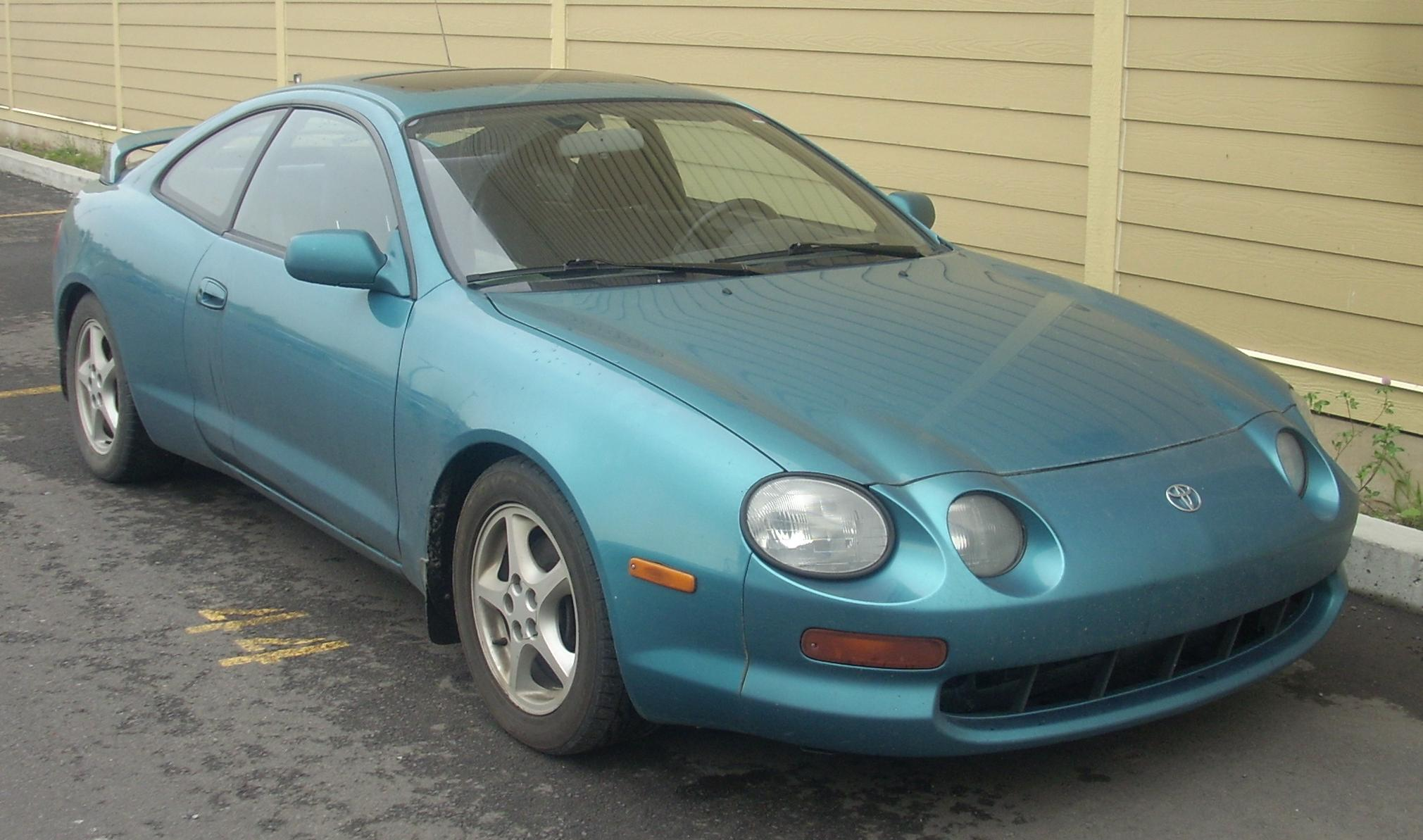
1994年Celica GT-S ST204
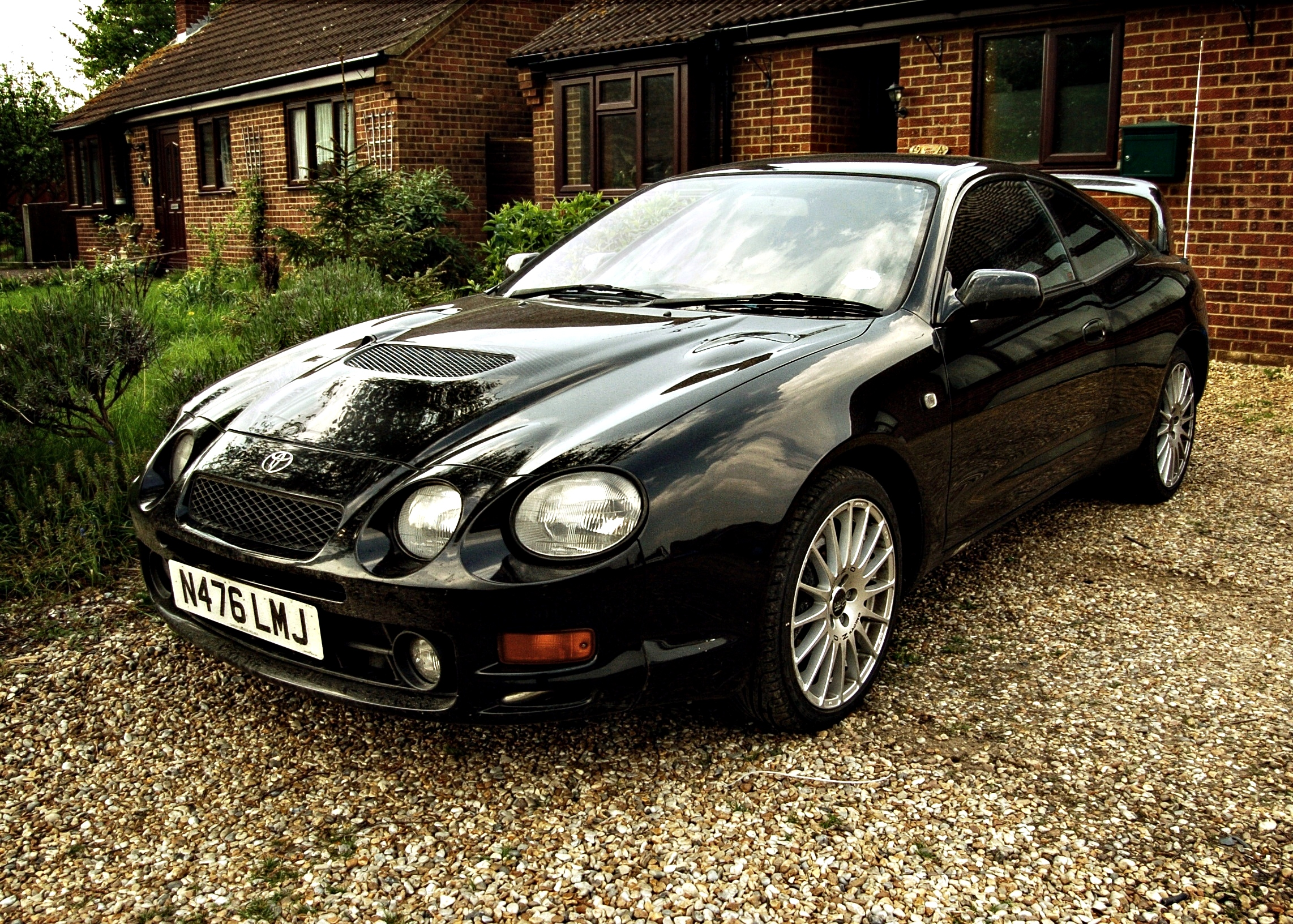
Celica GT-Four ST205

## 外部連結
- Celica history 1971–2005 （页面存档备份，存于） History of the Celica in North America.
- Information, History in North America and Service Manuals （页面存档备份，存于）
- Toyota Celica Owner's Manual （页面存档备份，存于） (7G)